# Дембіни (Підкарпатське воєводство)
Дубини (пол. Dębiny) — село в Польщі, у гміні Наріль Любачівського повіту Підкарпатського воєводства.
Населення — 212 осіб (2011).
У 1975-1998 роках село належало до Перемишльського воєводства.

## Демографія
Демографічна структура станом на 31 березня 2011 року:
|          | Загалом | Допрацездатний вік | Працездатний вік | Постпрацездатний вік |
| -------- | ------- | ------------------ | ---------------- | -------------------- |
| Чоловіки | 111     | 23                 | 71               | 17                   |
| Жінки    | 101     | 24                 | 50               | 27                   |
| Разом    | 212     | 47                 | 121              | 44                   |